# Havlíčkův Brod
Havlíčkův Brod (do 1945 Německý Brod, niem. Deutsch Brod) – miasto w Czechach, w kraju Wysoczyna. Według danych z 2019 powierzchnia miasta wynosiła 6 496 ha, a liczba jego mieszkańców 23 300 osób.
W mieście rozwinął się przemysł włókienniczy, spożywczy, maszynowy oraz chemiczny.

## Zabytki
- kościół Wniebowzięcia Najświętszej Maryi Panny

## Demografia
| Rok             | 1970   | 1980   | 1991   | 2001   | 2003   |
| --------------- | ------ | ------ | ------ | ------ | ------ |
| Liczba ludności | 20 197 | 23 146 | 24 472 | 24 375 | 24 356 |

Źródło: Czeski Urząd Statystyczny

## Miasta partnerskie
- Nowa Wieś Spiska
- Bressanone
- Brielle

## Urodzeni w Havlíčkův Brodzie
- Šárka Kubínová – czeska siatkarka

- Lenka Šmídová – czeska żeglarka sportowa

## Galeria

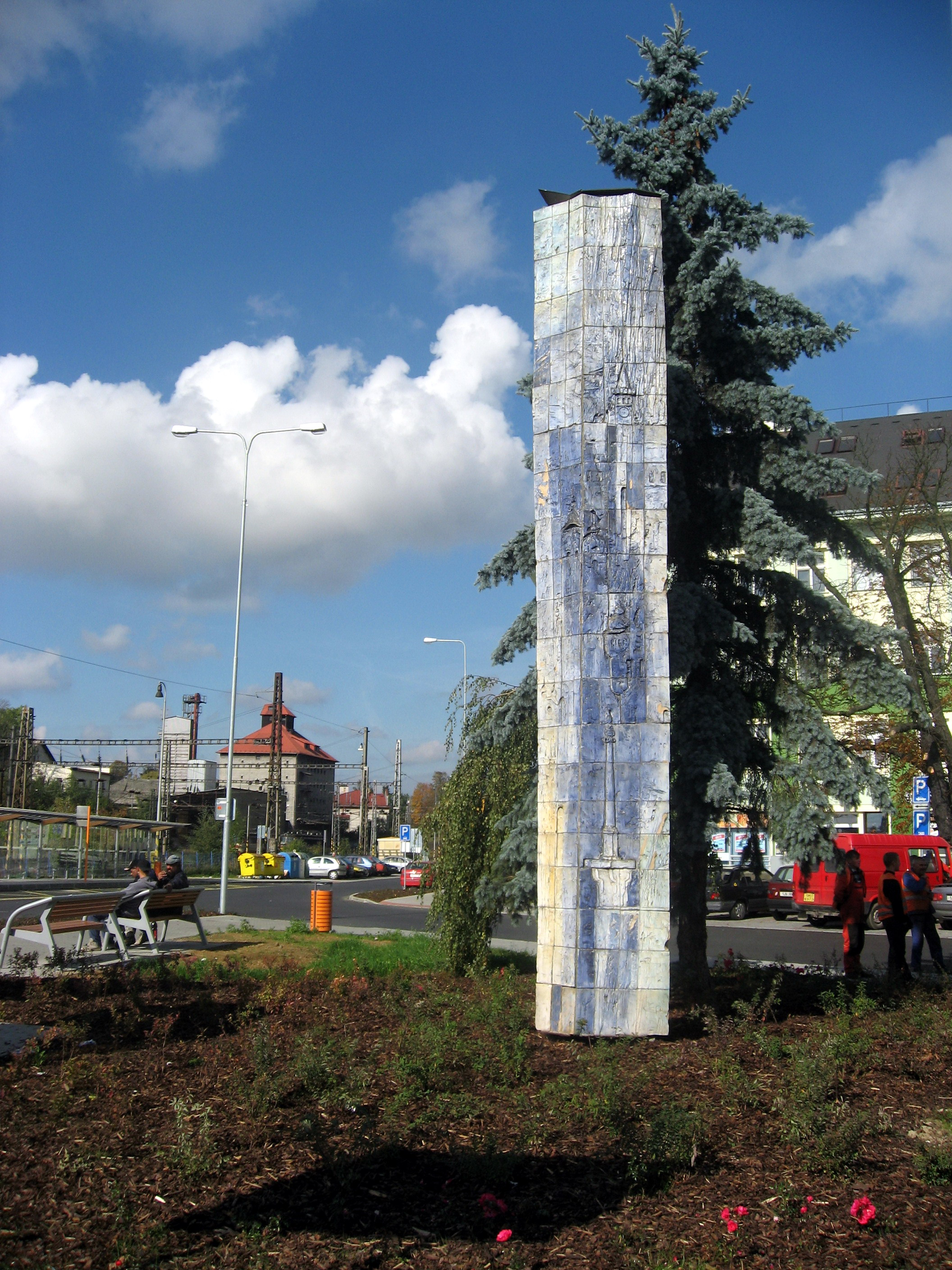
Pomnik przed dworcem kolejowym
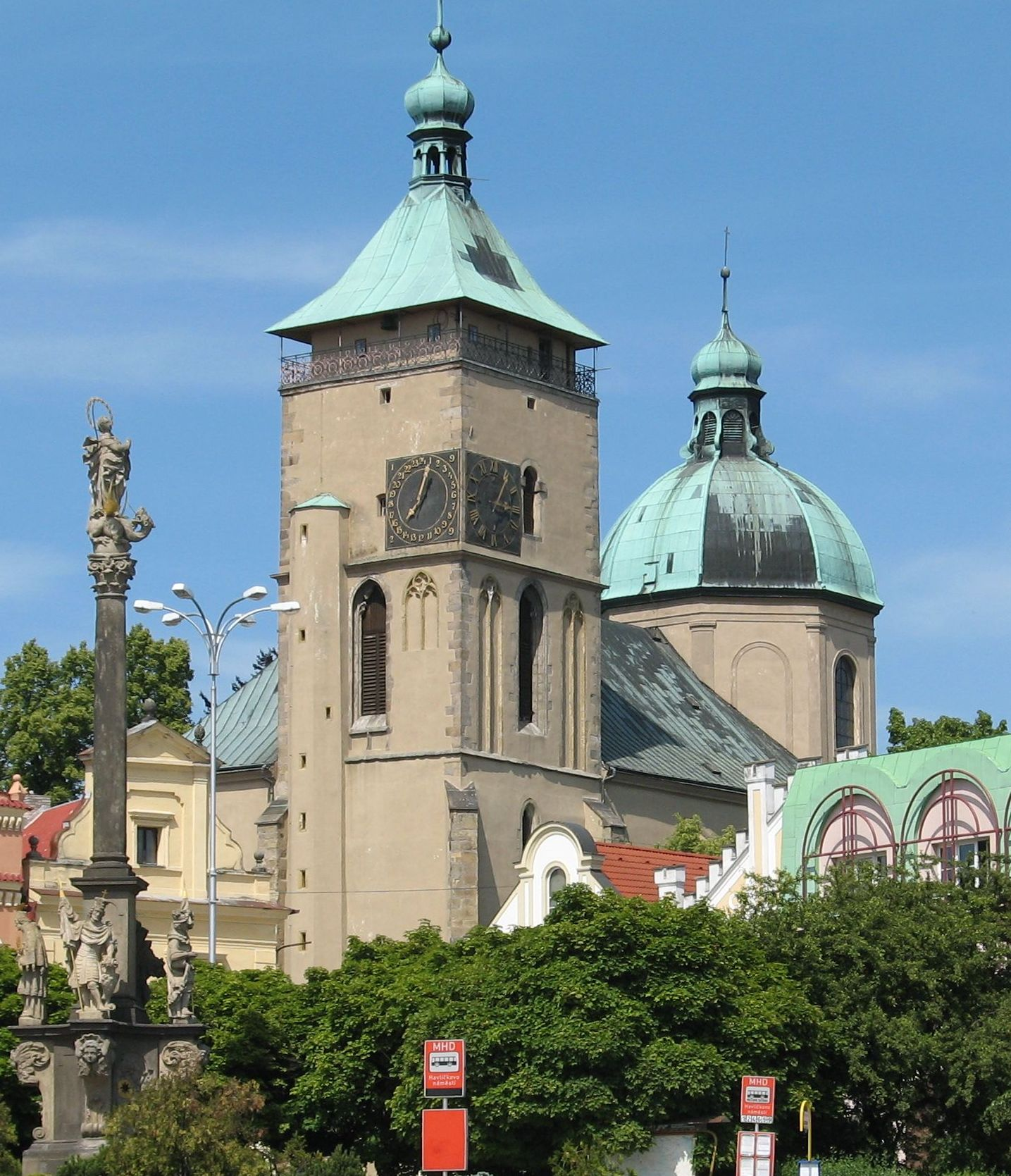
Kościół Wniebowzięcia Panny Marii
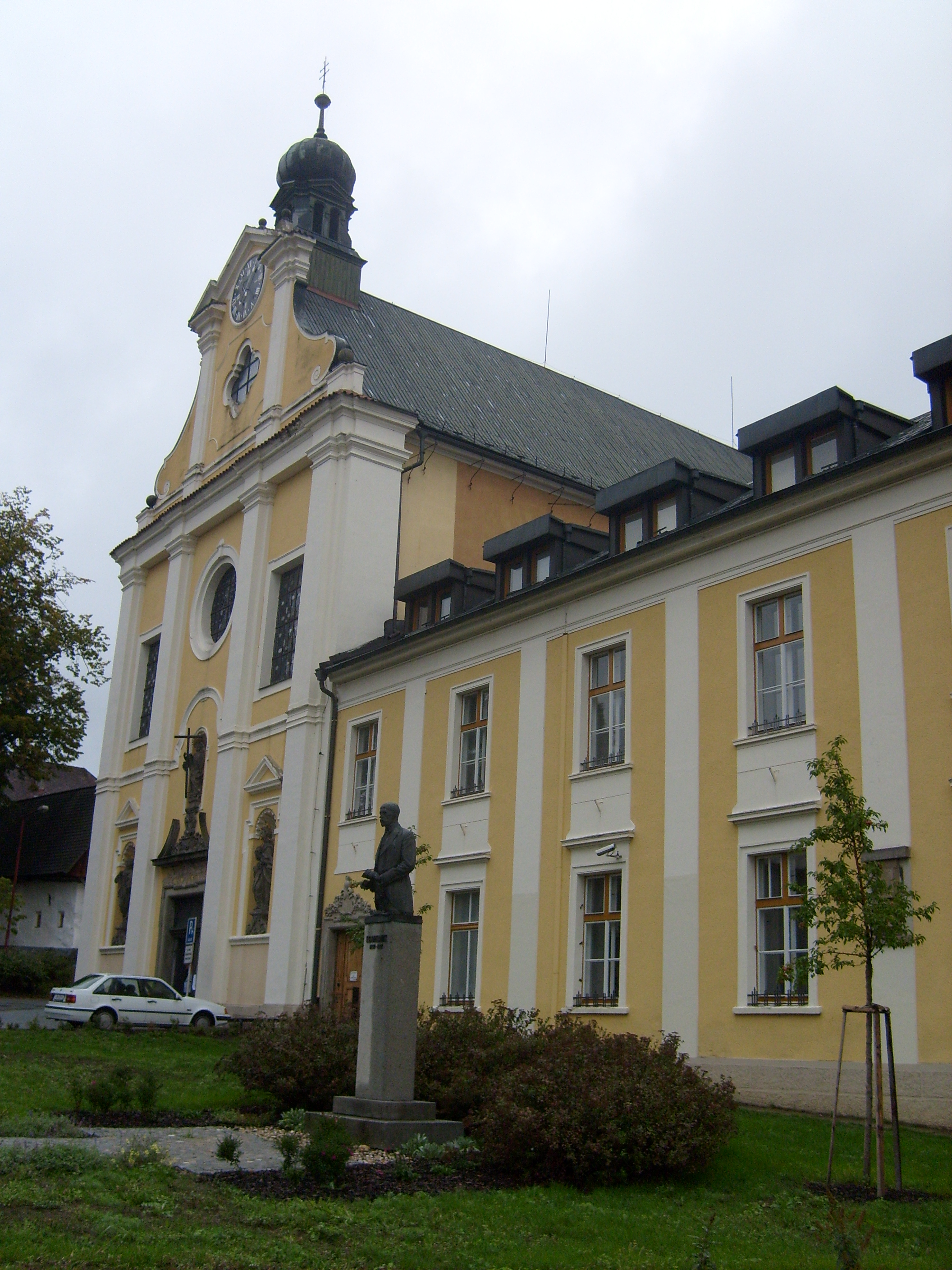
Klasztorny kościół Świętej Rodziny
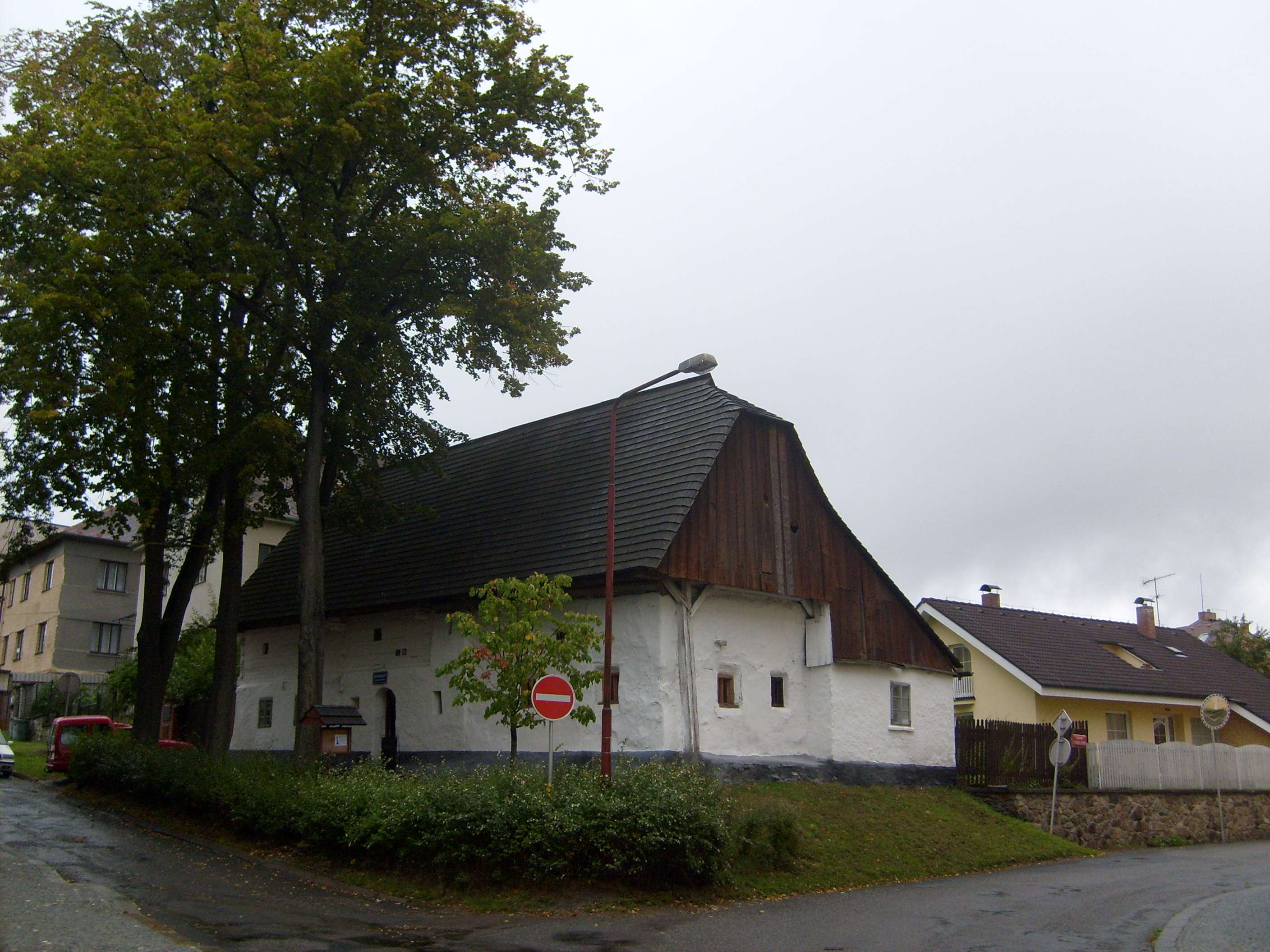
Štáflova chalupa